# 2006年飓风巴德
飓风巴德（英語：Hurricane Bud）是2006年太平洋飓风季形成的第2场获得命名的热带气旋，也是首场飓风和大型飓风。系统源于7月上旬进入东太平洋的一股东风波，于7月10日在下加利福尼亚州最南端以南海域发展成热带低气压。不久后，气旋升级成热带风暴，并且很快就开始发展出风眼。巴德开始快速增强，于7月11日升级成飓风，并于7月13日达到最高强度，在萨菲尔-辛普森飓风等级下达到三级飓风标准。
由于行经洋面水温降低，外部环境趋于不利，巴德迅速减弱，到7月15日便降级成热带低气压。系统中的对流继续减少，最终在7月16日消散。这场风暴自始至终远离陆地，所以在热带气旋阶段没有造成任何已知的影响，只有最终的风暴残留给夏威夷州带去少量降水。

## 气象历史
2006年6月27日，一股东风波离开非洲西海岸向西移动，穿越大西洋后于7月7日进入东太平洋，在曼萨尼约以南约1010公里海域催生出低气压区。次日，系统内的对流组织有所改善，引起气象机构的进一步关注。7月11日清晨，美国国家飓风中心将低气压区归类为热带低气压。受墨西哥北部上空向西延伸的中层副热带高压脊产生的转向气流影响，气旋存在期间始终保持朝西北偏西方向移动。
热带低气压北面起初有另一个小规模上层低气压系统存在，产生的北向风切变和干燥空气令热带低气压的雷暴活动发展受阻。但系统成为热带低气压后，北面的天气系统减弱，风切变也随之消减。由于所处洋面水温较高，气旋于协调世界时7月11日早上6点升级成热带风暴并获名“巴德”（Bud）。风暴接下来由于外界环境更加有利而迅速增强，表现出组织严密的带状格局，此前裸露在外的环流中心也被对流包裹起来。7月12日凌晨0点，巴德发展出风眼并升级成飓风。中心周围的对流得以深化，风眼墙东南部的雷暴活动爆发导致卫星图像上的风眼变得模糊不清。各象限的外流井井有条，但因同热带风暴阿莱塔的相互影响，大部分外流还是限制在东部半圆内。7月12日晚，巴德的强度在萨菲尔-辛普森飓风等级下达到二级飓风标准。
7月13日清晨，风暴达到三级飓风强度，成为本季首场大型飓风。其风眼直径约为37公里，周围由完整的环状深层对流围绕，组织结构层次分明。气旋的规模较小，风场范围同期有一定程度收缩。当天早上6点，飓风达到风力时速205公里，最低气压953毫巴（百帕，28.14英寸汞柱）的最高强度。接下来，巴德因行经洋面水温降低，大气环境趋于稳定而开始快速弱化，于当天下午18点减弱成二级飓风。风眼变得模糊，核心对流云顶开始回暖。7月14日清晨，风暴强度已低于飓风标准，并在这天失去大部分对流。除水温降低、外界大气环境不利外，东南向风切变也令气旋进一步弱化。到了这天晚上，巴德只有中心以北尚有少量雷暴活动留存。7月15日，风暴降级成热带低气压，再于次日退化成残留低气压，最终于7月17日在夏威夷州东北偏东方向约1210公里海域的下层东向季风带中消散。

## 影响

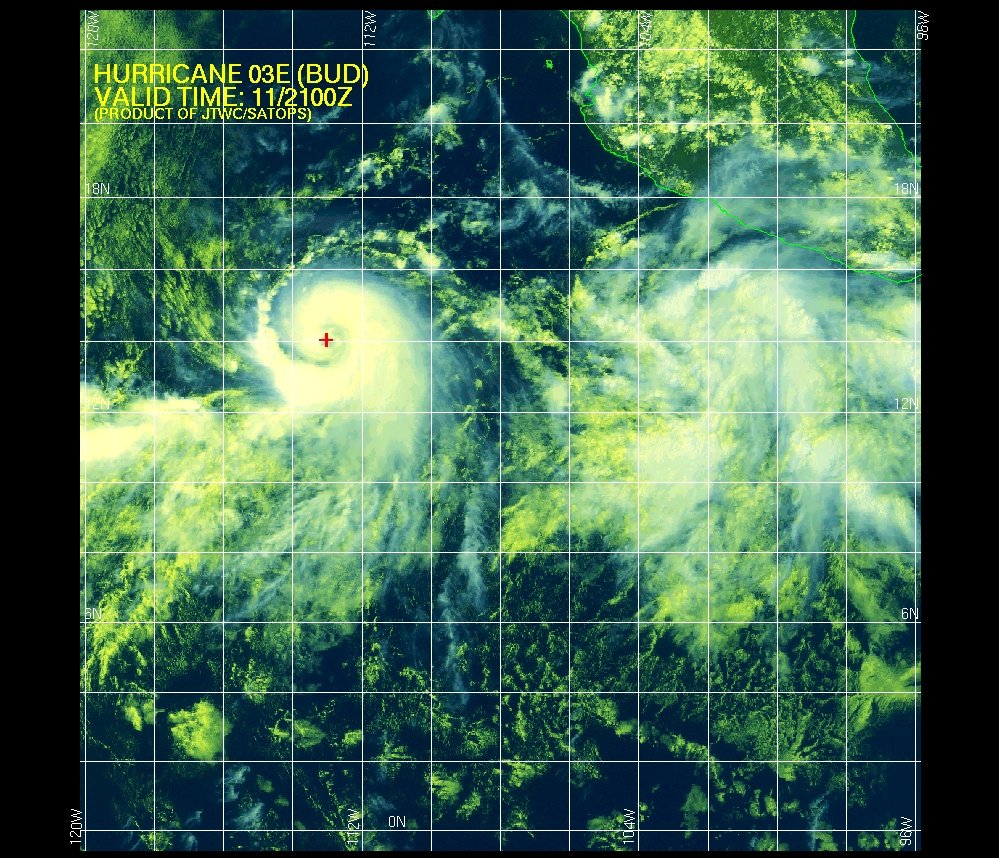
7月11日的飓风巴德（左）

飓风巴德存在期间始终远离陆地，在热带气旋阶段没有构成任何已知影响，也没有引发任何热带气旋警告。不过，风暴消散两天后，其残留给夏威夷群岛带去了少量降水。